# Стипуляция
Стипуляция (лат. stipulatio «выспрашивание») в римском праве — формальный, абстрактный, устный контракт, устанавливающий обязательство. Стипуляция заключалась посредством установленной словесной формулы, по которой спрошенный отвечает, что даст или сделает то, о чём его просили.
Стипуляция сначала, по всей вероятности, представляла собой индивидуализированную сделку, стоявшей рядом с формами nexum и mancipatio. Происхождение стипуляции из sponsio (на что указывает древнеримская форма его заключения, доступная только римлянам, а не перегринам: centum dare, spondes ne? spondeo — вопрос и ответ, следовавшие непосредственно один после другого без промежутка), древнейшей формы договора, заставляет думать, что стипуляция на первых порах была мировой сделкой, имевшей место при деликтах. Это подтверждается аналогией с древнегерманской fides facta, заключавшейся посредством бросания на землю или ломания символа копья — соломины или палки (festuca); при стипуляции употреблялась stipula (соломина).
В связи с этим происхождением стоит и особая форма судебной защиты договора. Иск из стипуляции носил название condictio и шёл на определённое количество денег (certa pecunia) или известное количество пшеницы (condictio triticaria). Позднее в форму стипуляции стали облекаться всевозможные сделки, особенно с тех пор, когда стали включать в состав стипуляции разные оговорки. Этому соответствовали изменения, внесённые leges Silia et Calpurnia. Затем образуется и общий иск, actio ex stipulatu, направленный к совершению определённых или неопределённых действий.
При отсутствии или слабом развитии письменности форма договора, в которой содержание последнего точно концентрировалось в вопросе и ответе и благодаря этому хорошо запечатлевалось в памяти присутствовавших сторон и особенно свидетелей, имела огромное значение. Отсюда широкое распространение стипуляции. Произнесённые слова обязывали самым фактом их произнесения; при взыскании долга по стипуляции не нужно было уже доказывать основания долга. Претор заставляет тяжущихся давать стипуляционные обещания, когда желает обеспечить определённый образ действий одной из сторон по отношению к противнику.
Граждане облекают в форму стипуляции пари, который они держат с целью придать силу соглашению, не предусмотренному законами (так называемыми Sponsiones et restipulationes). Постепенно расширяется форма стипуляции. Рядом с древнеримскими: spondes ne? spondeo юридическая сила приписывается также и другим вопросам и ответам (promittis? promitto, то есть manum — рукобитье; dabis ne? dabo; facies? faciam и т. д.).
С развитием письменности о происходивших стипуляциях часто составляются письменные протоколы (так называемые cautiones). В III столетии от основания Рима признаётся уже, что при письменном изложении стипуляции в форме одного ответа и вся сделка получила силу стипуляции. В V столетии от основания Рима стипуляция окончательно становится письменною сделкою; устный церемониал отпадает, обязательство установляется в свободной форме. Торжественная форма стипуляции и присутствие свидетелей в значительной мере служили ручательством в том, что данное в стипуляции обещание должника имеет определённое основание.
При простом письменном изложении договора с участием только контрагентов было больше простора для злоупотреблений; отсюда стремление юристов ограничить формальную силу письменной cautio. Cautio indiscreta, то есть обязательство уплаты без указания оснований, не имело безусловной силы; должник мог защищаться путём exceptio doti против уплаты безденежного (indebitum) или порочного по своему происхождению (ob turpem causam) долга; при Юстиниане введена была и особая эксцепция non numeratae pecuniae.
Ранняя стипуляция, по-видимому, допускала участие в сделке нескольких должников или кредиторов, связанных круговой порукой. На вопрос: spondes ne? несколько должников (родичей или друзей), взявшись за руки, отвечали каждый в отдельности: spondeo — и между ними установлялось корреальное обязательство уплаты стипуляционной суммы (на первых порах, вероятно, композиции за совершённый деликт). Корреальные кредиторы назывались rei stipulandi, корреальные должники — rei promittendi.
Позднее эта форма сделалась распространённой не только по отношению к обыкновенным корреальным обязательствам, но и для других комбинаций, получивших законодательное признание в особых законах. Сюда относятся:
1. Adstipulatio, при которой рядом с главным кредитором выступал другой, как заместитель его при взыскании долга. Adstipulatio давала возможность получить долг и после смерти главного кредитора, в то время, когда право не знало ещё переноса обязательства на наследников. Главное назначение её состояло в установлении представительства. В Риме создалась даже, в интересах последнего, особая профессия адстипуляторов; возникли и разные злоупотребления, среди которых на первом месте стояло формальное прощение долга должнику адстипулятором, погашавшее обязательство в ущерб действительному кредитору. Lex Aquilia (467 год от основания Рима) ввиду этого злоупотребления предоставила стипулятору иск против адстипулятора на взыскание всех убытков, причинённых таким поступком.
2. Adpromissio (присоединение к главному должнику других) имела целью поручительство адпромиссоров за главного должника. На первых порах ответственность адпромиссоров ничем не отличалась от ответственности главного должника, так что от воли кредитора зависело выбрать должника или адпромиссора. Позднее законодательство выступает на защиту поручителей с рядом законов.